# Nonnetjesorchis
De nonnetjesorchis (Neotinea maculata) is een Europese orchidee. Het is een wijd verspreide maar zeldzame soort van het Middellands Zeegebied en de Atlantische kust van Frankrijk, die vooral dicht bij de kust kan gevonden worden.

## Naamgeving enetymologie
- Synoniemen: Orchis intacta Link (1800), Aceras densiflora Boissier (1842), Aceras intacta Rchb.f. (1851), Neotinea intacta (Link) Rchb.f. (1850)
- Frans: Orchis intact, Orchis maculé
- Engels: Dense-flowered Orchid

De botanische naam Neotinea is afkomstig van het Oudgriekse 'neos' en van Vincenzo Tineo, een Italiaanse botanicus uit de negentiende eeuw. De soortaanduiding maculata is afkomstig van het Latijnse maculatus (gevlekt), vanwege zijn dikwijls gevlekte bladeren.

## Kenmerken

### Plant
De nonnetjesorchis is een slanke, 10 tot 30 cm hoge overblijvende geofyt. De groene bloemstengel is aan de basis soms rood geaderd of gevlekt, en draagt aan de basis 2 of 3 brede, en hogerop nog enkele smallere stengelbladeren. De bloeiwijze is een tot 8 cm lange, dichtbebloemde aar met talrijke bloemen, die vooral aan één zijde ontwikkeld is.

### Bladeren
De grondbladeren zijn vlak uitgespreid, tot 12 cm lang, ovaal tot lancetvormig, blauwgroen gekleurd, dikwijls bruin of violet gevlekt. De stengelbladeren zijn kleiner en smaller en bijna geheel stengelomvattend. De schutbladeren zelf zijn bijna half zo lang als het vruchtbeginsel van de bloem.

### Bloemen
De bloemen zijn klein, weinig geopend, geelgroen, wit of roze, de nerven groen. De drie kelkbladen zijn tot 4 mm lang, lancetvormig met een spitse top, aan hun basis samengegroeid. Ze vormen samen met de smallere, bijna lijnvormige bovenste kroonbladen een helmpje.
De lip steekt naar voor uit, is tot 5 mm lang, drielobbig, de zijlobben lijnvormig, de middenlob iets langer en gevorkt, purper gevlekt of geaderd. Het spoor is kort en stomp kegelvormig.
De bloeitijd is van april tot mei. De nonnetjesorchis is in de regel zelfbestuivend, soms cleistogaam, maar wordt dikwijls bezocht door kevers van de familie bloemweekschilden.

## Habitat
De nonnetjesorchis prefereert zure tot licht basische bodems, dikwijls op zandgrond, op zonnige tot beschaduwde plaatsen, zoals schrale graslanden, open plaatsen in garrigues en maquis, dennenbossen en wegbermen. Van zeeniveau tot op hoogtes van 2000 m.

## Verspreiding en voorkomen
De nonnetjesorchis kent een mediterraans-atlantisch verspreiding, van Madeira en de Canarische Eilanden in het westen tot het Midden-Oosten. Restpopulaties op Ierland en het eiland Man zijn waarschijnlijk preglaciale relicten.
In Frankrijk is de plant zeer zeldzaam langs de Atlantische kust van Bretagne tot aan de Pyreneeën, algemener langs de ganse kust van het Middellandse Zeegebied en in Corsica.
De nonnetjesorchis is wijd verspreid maar overal zeldzaam, maar algemener nabij de kust.

## Verwante en gelijkende soorten
De nonnetjesorchis heeft enkele nauwe verwanten in het geslacht Neotinea, zoals de meer algemene aangebrande orchis (N. ustulata) en N. tridentata. Van beide soorten kan de nonnetjesorchis onderscheiden worden door de (dikwijls) gevlekte stengel en grondbladeren, en de slanke bloeiaar met kleine, weinig geopende en flets gekleurde bloemen.
Verder is verwarring mogelijk met soorten van het zustergeslacht Orchis, die over het algemeen echter minder en grotere bloemen dragen.

## Bedreiging en bescherming
De nonnetjesorchis is in Frankrijk beschermd op regionaal niveau in het departement Aquitanië.
N. conica · 
N. corsica · 
N. intacta · 
N. lactea · 
N. maculata (Nonnetjesorchis) · 
N. tridentata (Drietandorchis) · 
N. ustulata (Aangebrande orchis)